# Rathaus Löbejün

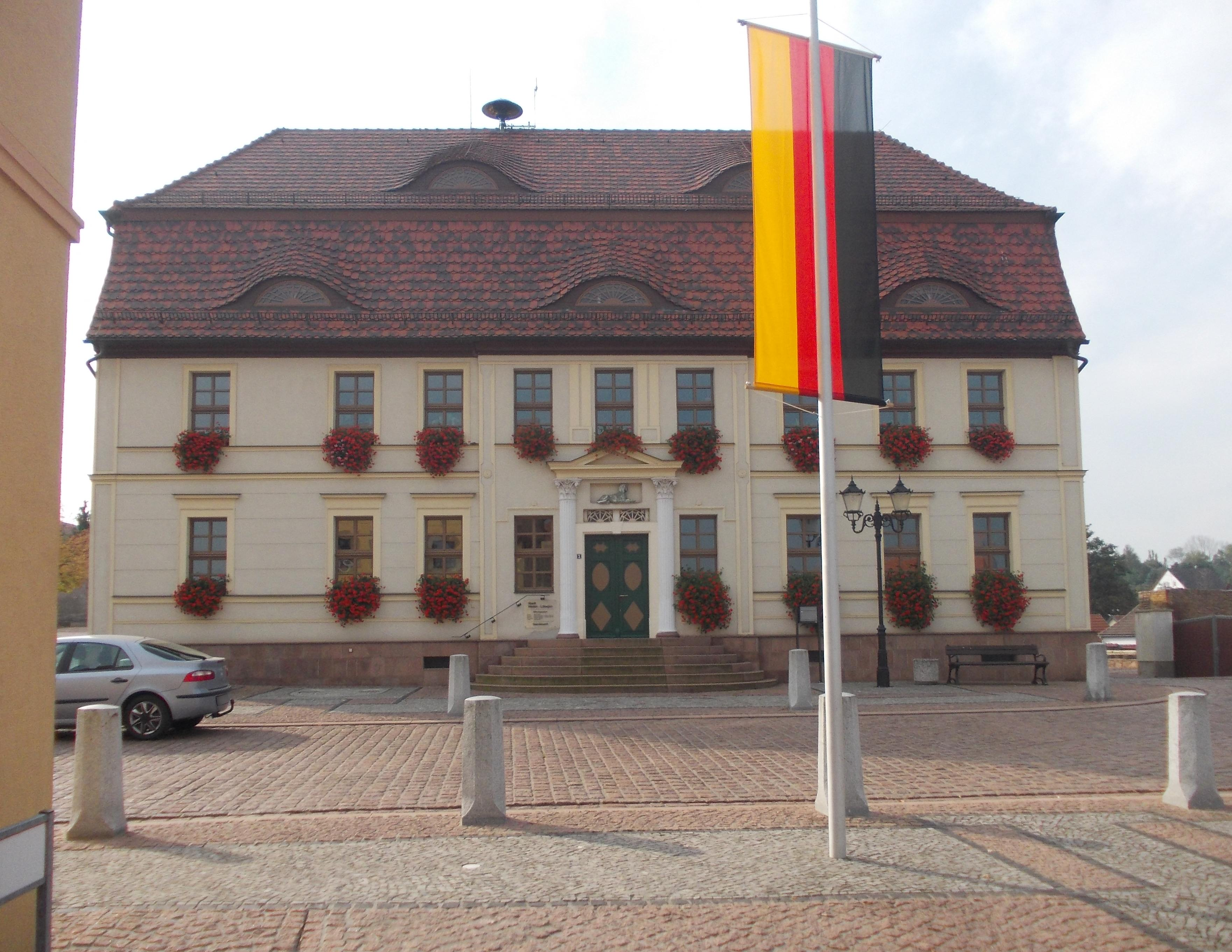
Rathaus von Löbejün

Das Rathaus von Löbejün ist ein Baudenkmal in der Stadt Wettin-Löbejün im Saalekreis in Sachsen-Anhalt.

## Lage und Geschichte
Im Jahr 1816, kurz nach den Befreiungskriegen, entstand an der Südseite des Marktes der Kleinstadt Löbejün ein imposantes neunachsiges Wohnhaus für den Kämmerer in einem Mix aus Elementen des Barock und des Klassizismus. Die Stadt besaß bereits seit dem Jahr 1502 ein Rathaus, das im Jahr 1583 abbrannte. Der im 17. Jahrhundert erfolgte Neubau kam im Jahr 1836 in Privatbesitz und dafür wurde das Wohnhaus am Markt von der Stadtkämmerei erworben und zum neuen Rathaus der Stadt gemacht.
Neben zwei Reihen Fledermausgauben auf dem Dach ist der Mittelrisalit besonders auffällig. Sein Portal wird durch eine Freitreppe und zwei Säulen mit Kapitellen betont, zudem befindet sich über dem Eingang die Reliefplastik einer Sphinx. Neben der Treppe wurde im Boden ein Mosaik des Stadtwappens von Löbejün eingelassen. Heute ist das Gebäude Sitz der Verwaltung der Stadt Wettin-Löbejün. Es steht unter Denkmalschutz und ist im Denkmalverzeichnis mit der Erfassungsnummer 094 55245 registriert.